# Ilona Vincze-Krausz
Ilona Vincze-Krausz, geborene Ilona Kraus (geboren 14. Dezember 1902 in Budapest, Österreich-Ungarn; gestorben 17. August 1998 in Tel Aviv) war eine ungarisch-israelische Pianistin und Klavierlehrerin.

## Leben
Ilona Kraus Eltern Isidor Eduard Kraus und Lina Karolina Lefkovitz magyarisierten den Familiennamen zu Krausz. Ilona Krausz studierte Klavier an der Musikakademie Budapest und erhielt 1923 einen Liszt-Preis. Krausz studierte auch bei Béla Bartók und Ernst von Dohnányi. In der Folge trat sie in Europa als Solistin auf. 1930 heiratete sie den Cellisten László Vincze (1904–1990), sie hatten einen Sohn. Im Jahr 1936 emigrierten beide nach Palästina. Ilona Vincze lehrte von 1936 bis 1947 am Palästina Konservatorium in Jerusalem, dann am Konservatorium Jerusalem und ab 1966 an der Musikakademie in Tel Aviv. Zu ihren Schülern gehören Baruch Arnon, Meira Farkas,  Yoheved Kaplinsky, Betty Olivero, Avi Schönfeld, Naomi Shemer, Yaara Tal und Issak Tavior.  
Sie wohnte in Kfar Shmaryahu.